# Muṭawwiʿa
Il Comitato per l'imposizione della virtù e l'interdizione del vizio (in arabo  هيئه الأمر بالمعروف و النهي عن المنكر ‎?, Hayʾat al-amr bi-l-maʿrūf wa-l-nahī ʿan al-munkar è il nome completo dell'ente da cui dipende la polizia religiosa saudita, i cui agenti sono noti come mutawwiʿa (مطوﻋـة), il cui compito è quello di sorvegliare il rispetto della Shari'a, con ampi poteri anche di irrompere nelle case private per controllare il "tasso" di religiosità delle famiglie. Altre traslitterazioni in base alla fonetica delle varie lingue sono: mutawwain, muttawa, mutawalli, mutawa‘ah, mutawi‘, mutawa‘.
Più recentemente il termine è stato utilizzato, al di fuori del mondo islamico, per indicare le organizzazioni che si occupano nei paesi islamici di controllo del rispetto delle regole religiose, in particolare di regole derivate dalla Shari'a.

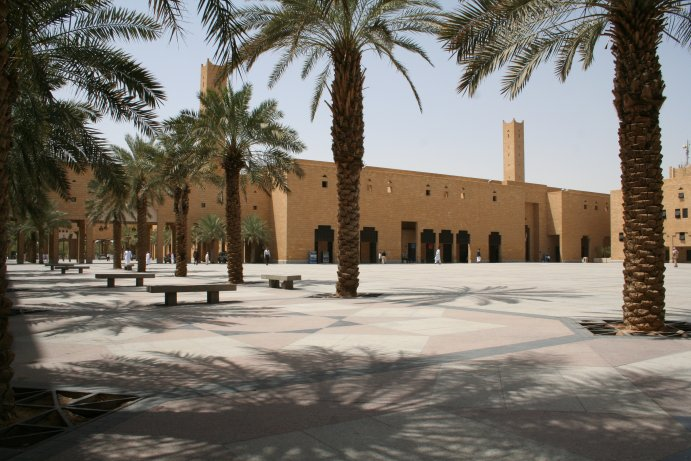
Forte Al Musmak in Deera Square a Riad, sede del Comitato per l'imposizione della virtù e l'interdizione del vizio.

## Etimologia
"Mutawwiʿîn" (plurale di mutawwiʿ) originariamente era un sinonimo per indicare i poliziotti religiosi dell'Arabia Saudita. In questo Paese, il termine appropriato per indicare la polizia religiosa saudita è هيئة "hayʾa" che in arabo significa "commissione, ente, comitato" e che è una versione abbreviata per l'"Ente per la promozione della Virtù e la prevenzione del Vizio" che serve come infrastruttura mirata al proselitismo e al rafforzamento dei principi del Wahhabismo, ma è il termine "Mutawwiʿ" è quello che identifica generalmente l'organizzazione fuori dell'Arabia Saudita.